# ETERNAL HARMONY
『Eternal Harmony』（エターナル・ハーモニー）は、本田美奈子.のスタジオ・アルバム。

## 解説
本田美奈子.が遺した歌そのものを、できるだけシンプルな形で聴いてもらいたい、という岡野博行の発想から作られたアルバム。生前に親交があったブライアン・メイにギターでの参加を打診したところ、「アメイジング・グレイス」を気に入ったブライアン・メイがトラックとして一気に作り上げたものが、11曲目のスペシャル・トリビュート・トラックである。

## 収録曲

### CD
1. プロローグ [1:50]
作詞：一倉宏、作曲：井上鑑
2. アメイジング・グレイス [4:51]
作詞：岩谷時子、作曲：トラディショナル
3. 白鳥 [2:59]
作詞：本田美奈子.、作曲：サン＝サーンス
4. 美しい夕暮れ [3:33]
作詞：岩谷時子、作曲：ドビュッシー
5. ニューシネマパラダイス [3:58]
作詞：森寧子（岩谷時子）、作曲：モリコーネ
6. 風のくちづけ〜「リュートのための古代舞曲とアリア」よりイタリアーナ [3:52]
作詞：本田美奈子.、作曲：レスピーギ
7. この素晴らしき世界 [3:46]
作詞：森寧子（岩谷時子）、作曲：ダグラス
8. 新世界 [5:11]
作詞：本田美奈子.、作曲：ドヴォルザーク
9. タイスの瞑想曲 [5:21]
作詞：本田美奈子.、作曲：マスネ
10. エピローグ [2:57]
作詞：一倉宏、作曲：井上鑑
11. アメイジング・グレイス（SPECIAL TRIBUTE TRACK） [3:33]
作詞：岩谷時子、作曲：トラディショナル、編曲：ブライアン・メイ

### DVD
1. 美しい夕暮れ（ビデオクリップ）
2. ニューシネマパラダイス（録音風景）

## 参加者クレジット
- 演奏 
  - ギター　松原正樹・今剛